# فرودگاه میر بوینونتورا ویواس
فرودگاه میر بوینونتورا ویواس (به انگلیسی: Mayor Buenaventura Vivas Airport) یک فرودگاه غیرنظامی و نظامی با کد یاتا STD است که یک باند فرود آسفالت دارد و طول باند آن ۳۰۴۵ متر است. این فرودگاه در کشور ونزوئلا قرار دارد و در ارتفاع ۳۳۰ متری از سطح دریا واقع شده‌است.